# 生江恒山
生江 恒山（いくえ の つねやま、生没年不詳）は、平安時代前期の人物。

## 経歴
越前国足羽郡出身。大納言・伴善男の従者。
貞観8年（866年）閏3月に応天門が火災によって焼失した。一方、生江恒山は伴中庸の指示を受けて占部田主とともに備中権史生・大宅鷹取を殴傷し、その娘を殺害するが、8月3日になって大宅鷹取が応天門の放火犯は大納言・伴善男と右衛門佐・伴中庸親子である旨を訴え出る。8月29日になって恒山は大宅鷹取父子襲撃の疑いで捕縛されてしまう。大宅鷹取父娘の襲撃事件を鷹取が応天門放火を密告したことによる報復とする見方もあるが、当時の法令では密告者が誣告していた場合に備えて事の是非が判断されるまで拘禁されることになっており、応天門の放火について密告した後に拘禁されていた筈の鷹取を恒山らが襲撃して負傷させることは不可能である。生江恒山と伴清縄は拷問を受けて殺害の事実を認め、放火の実行犯が伴中庸であることを白状する。闘訟律では殺人を犯した者は斬刑に処すべきところ、主犯は中庸と認定されて、恒山らは罪を一等減ぜられて、遠流に処せられた（応天門の変）。

## 系譜
- 父：生江武恒または武員[9]
- 母：不詳
- 生母不詳の子女
  - 男子：生江有世[10]